# 旧角海家住宅
旧角海家住宅（きゅうかどみけじゅうたく）は、石川県輪島市黒島地区の伝統的建造物群保存地区にある代表的な廻船問屋住宅。国の重要文化財（建造物）に指定されている。また、日本遺産「荒波を越えた男たちの夢が紡いだ異空間」の構成文化財である。

## 概要
北前船の船主（北前船主）を務めた角海家によって建てられ、棟札や文献がないため建立年代は明らかでないが、角海家が船主として独立した幕末期に段階的に建てられたとみられている。
1871年（明治4年）の大火で土蔵4棟だけを残して焼失したが、翌1872年（明治5年）に地元の名匠・工野藤兵衛の手で配置や構造は元通りに再建されたと伝わる。
中庭を囲むように居室を配置するミツボガコイと呼ばれる平面形式がとられるなど黒島の船主の住宅の典型例となっており、北前船の廻船問屋や船宿の旧態を残す数少ない例とされている。
1971年（昭和46年）まで主屋の一部が地方銀行の店舗として利用された。
1972年（昭和47年）に主屋と土蔵4棟が石川県指定有形文化財となり、2016年（平成28年）に国の重要文化財（建造物）に指定された。 

## 能登半島地震の影響
2007年（平成19年）3月の能登半島地震で被災し、土地と建物が輪島市に寄贈され、2011年（平成23年）7月に耐震補強工事を含めた保存修理工事が完了した。
2024年（令和6年）の能登半島地震で重要文化財指定の5棟のうち、主屋、塩物蔵、小豆蔵、米蔵の4棟が全壊と判定された（主屋は北側の一部を残して倒壊、塩物蔵も大きく傾いた）。2025年（令和7年）に部材として保管庫内で保存することが決定した。